# إيرل كارلسون
إيرل كارلسون هو لاعب هوكي الجليد كندي، ولد في 1925 في كينورا في كندا، وتوفي في 1970 في دارلينغتون في المملكة المتحدة.